# Kim Chong-kon
Kim Jong-Kun ((김종건?, 金鍾建?); 29 marzo 1964) è un ex calciatore sudcoreano, di ruolo centrocampista.